# Svartsjön, Bohuslän
Svartsjön är en sjö i Stenungsunds kommun i Bohuslän och ingår i Göta älv-Bäveåns kustområde. Svartsjön ligger i Svartedalen Natura 2000-område. Sjön är 6,5 meter djup, har en yta på 0,0998 kvadratkilometer och befinner sig 130,2 meter över havet.